# Hoa hậu Quốc tế 2023
Hoa hậu Quốc tế 2023 là cuộc thi Hoa hậu Quốc tế lần thứ 61, được tổ chức vào ngày 26 tháng 10 năm 2023 tại Sân vận động trong nhà Yoyogi số 2, Shibuya, Tokyo, Nhật Bản. Hoa hậu Quốc tế 2022 Jasmin Selberg đến từ Đức đã trao lại vương miện cho người kế nhiệm, cô Andrea Rubio đến từ Venezuela vào đêm chung kết. Đây là chiến thắng lần thứ 9 của "cường quốc sắc đẹp" tại đấu trường nhan sắc này.

## Kết quả

### Thứ hạng
| Kết quả              | Thí sinh |
| -------------------- | --- |
| Hoa hậu Quốc tế 2023 | - Venezuela – Andrea Rubio |
| Á hậu 1              | - Colombia – Sofía Osío |
| Á hậu 2              | - Peru – Camila Díaz Daneri |
| Á hậu 3              | - Philippines – Nicole Yance Borromeo |
| Á hậu 4              | - Bolivia – Vanessa Hayes |
| Top 7                | - Mexico – Itzía Garcia Yap § - Thái Lan – Supaporn Ritthipruek |
| Top 15               | - Malaysia – Cassandra Yap - Bờ Biển Ngà – Nassita Diako Yap § - Hồng Kông – Verna Leung - Hy Lạp – Zoi Asoumanaki - Puerto Rico – Amanda Clément - Cộng hòa Dominican – Yamilex Hernandez - Panama – Linette Clément - Việt Nam – Nguyễn Phương Nhi § |

§: Thí sinh được vào thẳng Top 15 nhờ bình chọn trực tuyến.

### Thứ tự gọi tên
| 1. Thái Lan 2. Panama 3. Mexico 4. Perú 5. Hy Lạp 6. Bờ Biển Ngà 7. Bolivia 8. Cộng hòa Dominica 9. Việt Nam 10. Puerto Rico 11. Philippines 12. Colombia 13. Hồng Kông 14. Venezuela 15. Malaysia | 1. Colombia 2. Venezuela 3. Philippines 4. Mexico 5. Thái Lan 6. Bolivia 7. Perú |

### Hoa hậu Châu lục
| Danh hiệu                               | Thí sinh                            |
| --------------------------------------- | ----------------------------------- |
| Hoa hậu Quốc tế châu Phi                | - Ghana – Mercy Jane Adorkor Pappoe |
| Hoa hậu Quốc tế châu Mỹ                 | - Hoa Kỳ – Kenyatta Beazer          |
| Hoa hậu Quốc tế châu Á & châu Đại Dương | - Ma Cao – Emily Yau                |
| Hoa hậu Quốc tế châu Âu                 | - Anh Quốc – Alisha Cowie           |

## Các giải thưởng đặc biệt
| Giải thưởng                      | Thí sinh                                                                             |
| -------------------------------- | ------------------------------------------------------------------------------------ |
| Trang phục truyền thống đẹp nhất | - Angola – Teresa Sara                                                               |
| Trình diễn áo tắm đẹp nhất       | - Zimbabwe – Charlotte Muziri                                                        |
| People's Choice Award            | - Bờ Biển Ngà – Nassita Diako - Mexico – Itzia García - Việt Nam – Nguyễn Phương Nhi |
| Hoa hậu Ảnh                      | - New Zealand – Georgia Waddington                                                   |

## Thí sinh tham gia
Cuộc thi có tổng cộng 70 thí sinh tham gia:
| Quốc gia/Vùng lãnh thổ | Thí sinh                    | Tuổi | Quê quán                 |
| ---------------------- | --------------------------- | ---- | ------------------------ |
| Angola                 | Teresa Sara                 | 26   | Soyo                     |
| Úc                     | Jazel Alarca                | 23   | The Ponds                |
| Bangladesh             | Farzana Yasmin Ananna       | 23   | Khulna                   |
| Bỉ                     | Jolien Pede                 | 25   | Zwalm                    |
| Bolivia                | Vanessa Hayes               | 24   | Santa Cruz               |
| Brazil                 | Beatriz Goulart             | 22   | Rio Grande do Norte      |
| Campuchia              | Alyna Somnang               | 21   | Phnôm Pênh               |
| Canada                 | Melanie Renaud              | 26   | Windsor                  |
| Chile                  | Valerie Johnson             | 22   | Valparaíso               |
| Colombia               | Sofía Osío                  | 23   | Barranquilla             |
| Costa Rica             | Stacy Montero               | 21   | Limón                    |
| Bờ Biển Ngà            | Nassita Diako               | 25   | Dimbokro                 |
| Cuba                   | Sheyla Ravelo Perez         | 24   | San Antonio de Los Baños |
| Cộng hòa Séc           | Dominika Němečková          | 22   | Praha                    |
| Đan Mạch               | Julie Brink                 | 26   | Copenhagen               |
| Cộng hòa Dominica      | Yamilex Hernandez           | 23   | La Vega                  |
| Ecuador                | Georgette Kalil             | 21   | Guayaquil                |
| El Salvador            | Daniella Hidalgo            | 24   | Sensuntepeque            |
| Estonia                | Karolin Kippasto            | 26   | Tallinn                  |
| Phần Lan               | Petra Hämäläinen            | 27   | Savonlinna               |
| Pháp                   | Lysia Allaire               | 18   | Mérignac                 |
| Ghana                  | Mercy Jane Adorkor Pappoe   | 25   | Accra                    |
| Hy Lạp                 | Zoi Asoumanaki              | 22   | Rethymno                 |
| Guatemala              | María Ranee Díaz            | 24   | Thành phố Guatemala      |
| Hawaii                 | Maka'ala Perry              | 24   | Oahu                     |
| Hồng Kông              | Verna Leung                 | 25   | Hồng Kông                |
| Ấn Độ                  | Praveena Aanjna             | 24   | Udaipur                  |
| Indonesia              | Farhana Nariswari Wisandana | 27   | Bandung                  |
| Jamaica                | Sabrina Johnson             | 22   | Manchester Parish        |
| Nhật Bản               | Tamao Yoneyama              | 26   | Tokyo                    |
| Hàn Quốc               | Bobin Jung                  | 24   | Seoul                    |
| Lào                    | Aliya Inthavong             | 27   | Bokeo                    |
| Lesotho                | Boitumelo Sehlotho          | 21   | Maseru                   |
| Lithuania              | Irmina Preišegalavičiūtė    | 26   | Vilnius                  |
| Ma Cao                 | Emily Yau                   | 28   | Ma Cao                   |
| Malaysia               | Cassandra Yap               | 24   | Johor Bahru              |
| Martinique             | Pauline Thimon              | 26   | Fort-de-France           |
| Mauritius              | Karishma Hurlall            | 23   | Quận Grand Port          |
| Mexico                 | Itzía Garcia                | 22   | Manzanillo               |
| Moldova                | Djulieta Calalb             | 19   | Chișinău                 |
| Mông Cổ                | Javkhlan Munguntsatsralt    | 24   | Ulaanbaatar              |
| Myanmar                | Ei Ei Myint Aung Thein      | 23   | Yangon                   |
| Nepal                  | Prasiddhy Shah              | 25   | Lalitpur                 |
| Hà Lan                 | Morgan Doelwijt             | 25   | Utrecht                  |
| New Zealand            | Georgia Waddington          | 21   | Christchurch             |
| Nicaragua              | Leylani Leyton              | 20   | Managua                  |
| Nigeria                | Roseline Bolarinde          | 27   | Lagos                    |
| Na Uy                  | Madeleine Malmberg          | 19   | Fredrikstad              |
| Pakistan               | Misbah Arshad               | 26   | Islamabad                |
| Panama                 | Linette Clément             | 26   | Limón                    |
| Paraguay               | Jazmín de la Sierra         | 24   | Asunción                 |
| Peru                   | Camila Díaz Daneri          | 23   | Chorrillos               |
| Philippines            | Nicole Yance Borromeo       | 22   | Thành phố Cebu           |
| Ba Lan                 | Julia Marcinkowska          | 22   | Ślesin                   |
| Bồ Đào Nha             | Lilene Vieira Serrão        | 27   | Lisboa                   |
| Puerto Rico            | Amanda Paola Solis          | 25   | Río Grande               |
| Serbia                 | Victorija Stojiljkovic      | 19   | Niš                      |
| Singapore              | Chavelle Chong              | 22   | Singapore                |
| Nam Phi                | Jenique Botha               | 20   | Edenvale                 |
| Tây Ban Nha            | Claudia González            | 26   | Agüimes                  |
| Sri Lanka              | Umanda Bamunuachchi         | 21   | Colombo                  |
| Đài Loan               | Anita Wang                  | 26   | Đài Bắc                  |
| Thái Lan               | Supaporn Ritthipruek        | 27   | Chiang Mai               |
| Tunisia                | Mariam Ben Abroug           | 27   | Tunis                    |
| Uganda                 | Emily Hope Muwanguzi        | 23   | Kampala                  |
| Anh Quốc               | Alisha Cowie                | 24   | Newcastle                |
| Hoa Kỳ                 | Kenyatta Beazer             | 25   | Baltimore                |
| Venezuela              | Andrea Rubio                | 24   | Caracas                  |
| Việt Nam               | Nguyễn Phương Nhi           | 21   | Thanh Hóa                |
| Zimbabwe               | Charlotte Muziri            | 26   | Masvingo                 |

## Chú ý

### Lần đầu tham gia
- Bangladesh
- Lesotho
- Pakistan

### Trở lại
| - Lần cuối tham gia vào năm 2004: - Angola - Lần cuối tham gia vào năm 2010: - Martinique - Lần cuối tham gia vào năm 2014: - Estonia - Serbia - Lần cuối tham gia vào năm 2017: - Lithuania - Lần cuối tham gia vào năm 2018: - Moldova | - Lần cuối tham gia vào năm 2019: - Bờ Biển Ngà - Ghana - Myanmar - Hà Lan - Sri Lanka - Tunisia - Uganda - Zimbabwe |

### Bỏ cuộc
| - Belarus - Cabo Verde - Đức - Haiti - Honduras | - Ý - Kenya - Namibia - Quần đảo Bắc Mariana | - Romania - Slovakia - Togo - Uzbekistan |

## Các thí sinh tham dự cuộc thi sắc đẹp quốc tế khác
| Quốc gia/Vùng lãnh thổ | Thí sinh                 | Cuộc thi                                                  | Đại diện    |
| ---------------------- | ------------------------ | --------------------------------------------------------- | ----------- |
| Angola                 | Teresa Sara              | Miss Grand International 2022                             | Angola      |
| Úc                     | Jazel Alarca             | Global Asian Model 2019                                   | Úc          |
| Bỉ                     | Jolien Pede              | Miss Earth 2022 (Top 20)                                  | Bỉ          |
| Campuchia              | Somnang Alyna            | World Miss University 2017 (Top 16)                       | Campuchia   |
| Campuchia              | Somnang Alyna            | Miss Universe 2019                                        | Campuchia   |
| Costa Rica             | Steicy Montero           | Miss Teen Mundial 2019 (Top 12)                           | Costa Rica  |
| Cuba                   | Sheyla Ravelo Perez      | Miss Earth 2022 (Top 12)                                  | Cuba        |
| El Salvador            | Wendy Portillo           | Reinado Internacional del Café 2023                       | El Salvador |
| Estonia                | Karolin Kippasto         | Miss Grand International 2018                             | Estonia     |
| Estonia                | Karolin Kippasto         | Miss World 2021                                           | Estonia     |
| Estonia                | Karolin Kippasto         | Miss Tourism International 2022 (Top 10)                  | Estonia     |
| Phần Lan               | Petra Hämäläinen         | Miss Universe 2022                                        | Phần Lan    |
| Lesotho                | Boitumelo Sehlotho       | Miss Supranational 2022                                   | Lesotho     |
| Lithuania              | Irmina Preišegalavičiūtė | Miss Model of the World 2013 (Top 30)                     | Lithuania   |
| Lithuania              | Irmina Preišegalavičiūtė | Miss Globe 2014                                           | Lithuania   |
| Lithuania              | Irmina Preišegalavičiūtė | Miss Intercontinental 2014                                | Lithuania   |
| Lithuania              | Irmina Preišegalavičiūtė | Miss Tourism Queen of the Year 2015 (Miss Tourism Global) | Lithuania   |
| Lithuania              | Irmina Preišegalavičiūtė | Miss Grand International 2018                             | Lithuania   |
| Lithuania              | Irmina Preišegalavičiūtė | Lady Universe 2022 (Hoa hậu)                              | Lithuania   |
| Malaysia               | Cassandra Yap            | Miss Model of the World 2022                              | Malaysia    |
| Martinique             | Pauline Thimon           | Miss Intercontinental 2022                                | Pháp        |
| Myanmar                | Ei Ei Myint Aung Thein   | Miss Supermodel Worldwide 2023 (Miss Asia)                | Myanmar     |
| Hà Lan                 | Morgan Doelwijt          | Miss Asia Pacific International 2017 (Á hậu 3)            | Hà Lan      |
| Nigeria                | Roseline Bolarinde       | Miss Tourism International 2022                           | Nigeria     |
| Pakistan               | Misbah Arshad            | Miss Aura International 2023                              | Pakistan    |
| Pakistan               | Misbah Arshad            | Miss Supranational 2024                                   | Pakistan    |
| Peru                   | Camila Díaz Daneri       | Miss Hopeland World 2021 (Hoa hậu)                        | Peru        |
| Serbia                 | Viktorija Stojiljkovic   | Miss Intercontinental 2022 (Top 21)                       | Montenegro  |
| Nam Phi                | Jenique Botha            | Miss Eco International 2023 (Top 21)                      | Nam Phi     |
| Anh Quốc               | Alisha Cowie             | Miss World 2018                                           | Anh         |
| Hoa Kỳ                 | Kenyatta Beazer          | Miss Tourism International 2021                           | Hoa Kỳ      |